# تاكاميتشي كوبياشي
تاكاميتشي كوبياشي (باليابانية: 小林 高道) (3 يناير 1979 في نيغاتا في اليابان – )؛ هو لاعب كرة قدم ياباني سابق كان يلعب كلاعب وسط.

## وصلات خارجية
- تاكاميتشي كوبياشي على موقع رابطة كرة القدم اليابانية للمحترفين (اليابانية)